# Ingolstadt
Ingolstadt is een kreisfreie Stadt in de Duitse deelstaat Beieren. De stad telt 136.952 inwoners (31 december 2020), waarmee het de zesde grootste stad is in de deelstaat Beieren. De rivier de Donau loopt door de stad heen. De stad is gelegen tussen Donaukilometer 2.452,7 en 2.466,9.
Het hoofdkantoor van het automerk Audi is gevestigd in Ingolstadt. Ook de hoofdkantoren van de elektronicawinkels Media Markt en Saturn zijn hier gevestigd.
Tussen Neurenberg en Ingolstadt rijdt een 300 km/u snelle trein. Deze lijn werd geopend op 28 mei 2006.
In 1631 stierf Johan t'Serclaes, graaf van Tilly, in deze stad, hij raakte hier zwaargewond in een gevecht tegen het leger van Gustaaf II Adolf van Zweden.
De van oorsprong Nederlandse veroordeelde oorlogsmisdadiger en oud-SS'er Klaas Carel Faber woonde tot aan zijn dood op 24 mei 2012 in Ingolstadt.

## Bestuurlijke indeling
- I Mitte
  - 10 Brückenkopf

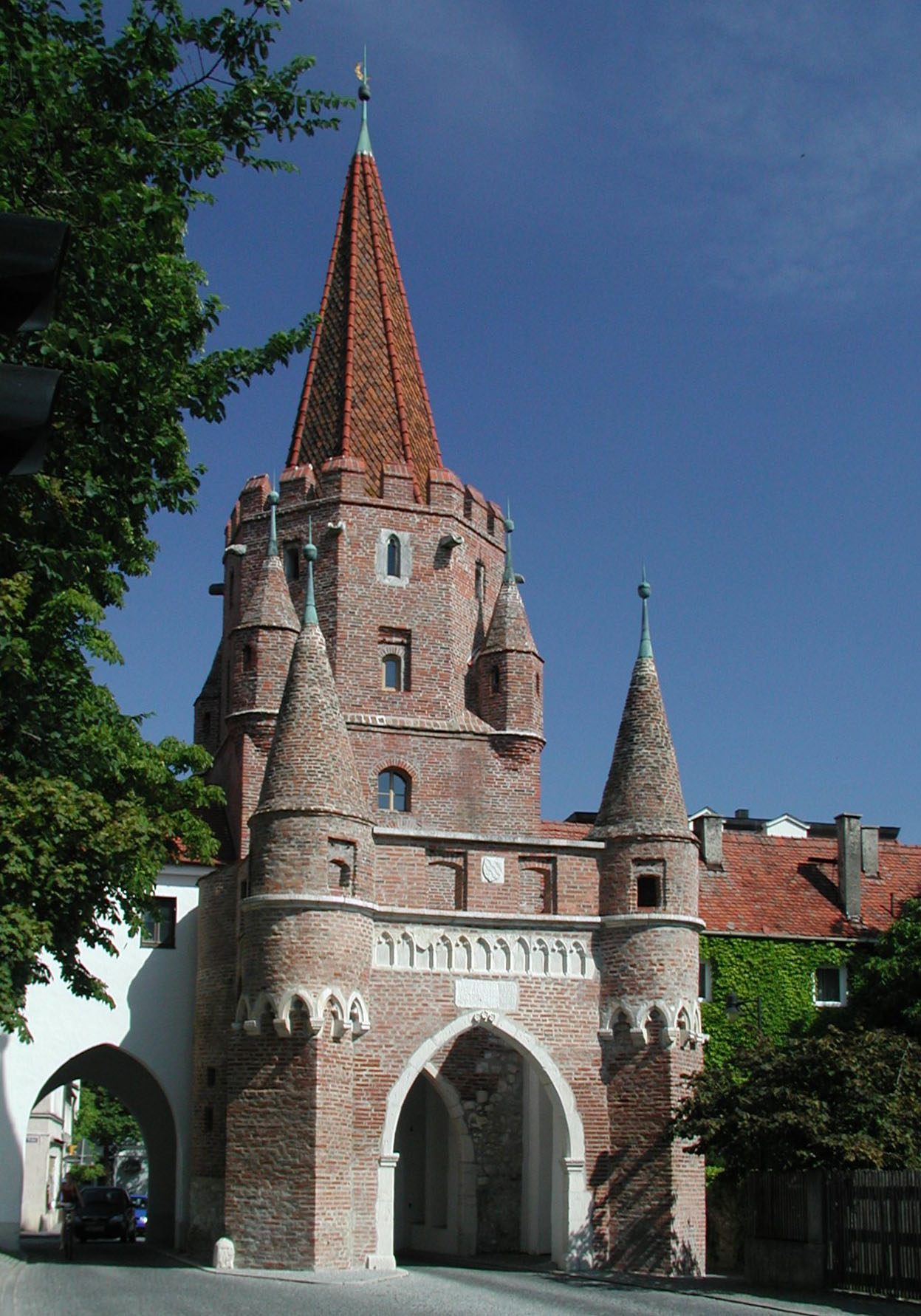
Kreuztor

  - 11 Altstadt Nordwest Gelbes Viertel
  - 12 Altstadt Nordost Weißes Viertel
  - 13 Altstadt Südost Grünes Viertel
  - 14 Altstadt Südwest Rotes Viertel
  - 15 Probierlweg
  - 16 Gerolfinger Straße
  - 17 Im Freihöfl
- II Nordwest
  - 21 Gabelsbergerstraße
  - 22 Nordbahnhof
  - 23 Herschelstraße
  - 24 Piusviertel
  - 25 Auto-Union-Bezirk
  - 26 Richard-Strauß-Straße
- III Nordost
  - 31 Schlachthofviertel
  - 32 Josephsviertel
  - 33 Gewerbegebiet Nordost
  - 34 Am Wasserwerk
  - 35 Schubert & Salzer-Bezirk
  - 36 Konradviertel
- IV Südost
  - 41 Ringsee
  - 42 Kothau
  - 43 Augustinviertel
  - 44 Monikaviertel
  - 45 Gewerbegebiet Südost
  - 46 Niederfeld
  - 47 Rothenturm
  - 48 Am Auwaldsee
- V Südwest
  - 51 Am Südfriedhof
  - 52 Neu-Haunwöhr
  - 53 Hundszell
  - 54 Buschletten
  - 55 Alt-Haunwöhr
  - 56 Antonviertel
  - 57 Bahnhofsviertel
  - 58 Unsernherrn
- VI West
  - 61 Gerolfing Süd
  - 62 Irgertsheim
  - 63 Pettenhofen
  - 64 Mühlhausen
  - 65 Dünzlau
  - 66 Gerolfing Nord
- VII Etting
  - 71 Etting Ost
  - 72 Etting West
- VIII Oberhaunstadt
  - 81 Oberhaunstadt
  - 82 Unterhaunstadt
  - 83 Müllerbadsiedlung
- IX Mailing
  - 91 Feldkirchen
  - 92 Mailing (Fort Wrede)
  - 93 Mailing Nord
  - 94 Mailing Süd
- X Süd
  - 101 Zuchering Süd
  - 102 Winden
  - 103 Hagau
  - 105 Oberbrunnenreuth
  - 106 Spitalhof
  - 107 Unterbrunnenreuth
  - 108 Zuchering Nord
- XI Friedrichshofen-Hollerstauden
  - 111 Hollerstauden
  - 112 Friedrichshofen
  - 113 Gaimersheimer Heide

## Sport
FC Ingolstadt 04 is de professionele voetbalclub van Ingolstadt en speelt in het Audi-Sportpark. De club speelde in de seizoenen 2015/2016 en 2016/2017 op het hoogste Duitse niveau van de Bundesliga.

## Bekende inwoners van Ingolstadt

### Geboren
- Joseph Berchtold (1897-1962), politicus
- Friedrich Bergmann (1883-1941), generaal bij de Wehrmacht
- Horst Seehofer (1949), politicus
- Ricarda Bauernfeind, (2000), wielrenster
- Emilie Bernhardt (2002), voetbalster

### Overleden
- Johan t'Serclaes van Tilly (1559-1623), huurlingengeneraal
- Klaas Carel Faber (1922-2012), Nederlands SS'er en oorlogsmisdadiger